# Rhapigia agnesa
Rhapigia agnesa är en fjärilsart som beskrevs av William Schaus 1923. Rhapigia agnesa ingår i släktet Rhapigia och familjen tandspinnare. Inga underarter finns listade.